# Prestonia portobellensis
Prestonia portobellensis är en oleanderväxtart som först beskrevs av Pehr Johan Beurling, och fick sitt nu gällande namn av R. E. Woodson. Prestonia portobellensis ingår i släktet Prestonia och familjen oleanderväxter. Inga underarter finns listade i Catalogue of Life.